# Усвоја
Усвоја (рус. Усвоја) слатководно је језеро глацијалног порекла смештено у централном делу Невељског рејона на југу Псковске области, односно на западу европског дела Руске Федерације. Налази се југозападно од града Невеља.
Налази се у басену реке Западне Двине, односно у басену Балтичког мора.
Акваторија језера обухвата површину од око 6,32 км² (632 хектара, с острвима 6,54 км²), максимална дубина језера је до 5,6 метара, док је просечна дубина око 3,2 метра. Површина сливног подручја је 85,6 км².
На обали језера налази се село Мосејево.